# Oh, Kay ! (comédie musicale)
Pour les articles homonymes, voir Oh, Kay !.
Oh, Kay ! est une comédie musicale américaine créée à Broadway en 1926.

## Argument
En 1926, aux États-Unis, durant la période de la Prohibition, Jimmy Winter réintègre après une longue absence sa maison sur la plage de Long Island (État de New York), accompagné de sa seconde épouse Constance, fille du juge Appleton. Le duc de Durham dit "The Duke" et sa sœur Lady Kay Jones dite "Kay", d'origine britannique, avec leurs aides locaux, "Shorty" McGee et Larry Potter, ont profité de cette absence pour cacher une importante réserve illégale d'alcool dans le sous-sol de la maison. S'ensuivent des manœuvres pour récupérer la cargaison (à cette fin, Shorty se fait embaucher comme maître d'hôtel de Jimmy), contrecarrées par divers incidents, sources de nombreux quiproquos : Jansen, un officier du Bureau de Prohibition, vient enquêter sur les lieux car il a des soupçons ; Jimmy retrouve Kay qu'il a sauvée de la noyade l'année précédente et qui tombe amoureuse de lui ; Constance apprend que son mariage reste à confirmer, la procédure de divorce de Jimmy d'avec sa première épouse étant toujours en cours ; de plus, Jimmy a beaucoup de succès auprès des jeunes femmes, notamment les jumelles Dolly et Phillipa (ou Phyllis) "Phil" Ruxton...

## Fiche technique
- Titre français : Oh, Kay !
- Titre original : Oh, Kay !
- Livret : Guy Bolton et Pelham Grenville Wodehouse, d'après la pièce de Pierre Veber et Maurice Hennequin La Présidente, créée en 1912, adaptée pour Broadway en 1913 sous le titre Madam President
- Lyrics : Ira Gershwin
- Musique : George Gershwin
- Mise en scène : John Harwood
- Chorégraphie : Sammy Lee
- Direction musicale : William Daly
- Décors : John Wenger
- Costumes : inconnu
- Producteurs : Alex A. Aarons et Vinton Freedley
- Nombre de représentations : 256
- Date de la première : 8 novembre 1926
- Date de la dernière (inconnue) : juin 1927
- Lieu (ensemble des représentations) : Imperial Theatre, Broadway

## Distribution originale
- Gertrude Lawrence :  Lady 'Kay' Jones
- Victor Moore :  'Shorty' McGee
- Oscar Shaw :  Jimmy Winter
- Sascha Beaumont :  Constance Appleton
- Constance Carpenter :  Mae
- Betty Compton :  Molly Morse
- Harland Dixon :  Larry Potter
- Madeline Fairbanks (créditée Madeleine Fairbanks) :  Dolly Ruxton
- Marion Fairbanks :  Phillipa (ou Phyllis) 'Phil' Ruxton
- Frank Gardiner :  Le juge Appleton
- Janette Gilmore :  Peggy
- Harry Shannon (crédité Harry T. Shannon) :  Jansen
- Gerald Oliver Smith :  Le duc 'The Duke' de Durham
- Paulette Winston :  Daisy

## Numéros musicaux
("Songs", excepté un numéro)
| Acte I - Overture (orchestre) - The Moon is On the Sea (ensemble) - When Our Ship Comes Sailing In (*) (The Duke, Larry, Shorty) - Don't Ask (Larry, Phil, Dolly) - Someone to Watch Over Me (Kay) - The Woman's Touch (Molly, Mae, ensemble féminin) - Dear Little Girl (Jimmy, ensemble féminin) - Maybe (Jimmy, Kay) - Clap Yo' Hands (Larry, Molly, Daisy, Mae, Peggy, ensemble) - Do, Do, Do (Jimmy, Kay) - Finale (Acte I) (Jimmy, Constance, le juge, Phil, Dolly, Shorty, Kay, ensemble) | Acte II - Bride and Groom (Constance, Jimmy, le juge, ensemble) - Ain't It Romantic ? (Kay, Shorty, Jimmy) - Fidgety Feet (Larry, Phil, ensemble) - Heaven on Earth (*) (Jimmy, Molly, Mae, ensemble) - Someone to Watch Over Me (reprise : Kay) - Oh, Kay ! (*) (Kay, ensemble masculin) - Finale ultimo (ensemble) |

(*) Musique et lyrics de George et Ira Gershwin et Howard Dietz.

## Reprises (sélection)
- À Broadway :
  - 1928 : Au Century Theatre, 16 représentations ;
  - 1990-1991 : Au Richard Rodgers Theatre puis au Lunt-Fontanne Theatre, 77 représentations.
- 1927-1928 : À Londres, au His Majesty's Theatre, 213 représentations (première le 21 septembre 1927).

## Adaptation au cinéma
- 1928 : Oh, Kay !, film muet américain de Mervyn LeRoy, avec Colleen Moore (Kay), Alan Hale (Jansen).